# ماهیچه آرنجی
ماهیچه آرَنجی (انگلیسی: Anconeus muscle) ماهیچه‌ای است در بخش پسین مفصل آرنج. کارکرد آن باز کردن مفصل آرنج است.
این عضله در واقع ادامه ماهیچه سه‌سر بازویی بوده و در سطح پشتی مفصل آرنج در بالاترین قسمت ساعد قرار گرفته‌است. این ماهیچه هم مانند ماهیچه سه‌سر، آرنج را باز می‌کند. سر ثابت آن سطح پسین برجستگی خارجی استخوان بازو، و سر متحرک آن سطح خارجی زائده آرنجی و سطح پسین استخوان زند زیرین است. 
خاستگاه آن سطح پسین اپیکوندیل خارجی بازو و پایانگاه آن سطح خارجی زائده آرنجی استخوان زند زیرین است. عصب‌گیری آن از شاخهٔ اصلی ماهیچهٔ سه‌سر بازویی از عصب رادیال می‌باشد.
کارکرد آن کمک به ماهیچه سه‌سر بازویی در اکستانسیون مفصل آرنج است.